# Ridgely (Missouri)
Ridgely – wieś w Stanach Zjednoczonych, w stanie Missouri, w hrabstwie Platte.